# 晝間弘
晝間 弘（ひるま ひろし、1916年3月5日 - 1984年10月6日）は、彫刻家、東京都葛飾区出身。日本芸術院会員。
東京美術学校彫刻科卒業。北村西望に師事。1964年日本美術展覧会（通称「日展」）文部大臣賞、1970年日本芸術院賞、1980年日本芸術院会員。日展常務理事。金沢美術工芸大学、筑波大学芸術専門学群の教授を歴任。

## 作品
- 天地 - JR高尾駅高尾みころも霊堂・拝殿裏手。[4]
- 朝 - 昭和26年 第7回日展 特選作品。[5]